# Municipio de Kirwin
El municipio de Kirwin (en inglés: Kirwin Township) es un municipio ubicado en el condado de Phillips en el estado estadounidense de Kansas. En el año 2010 tenía una población de 234 habitantes y una densidad poblacional de 2,51 personas por km².

## Geografía
El municipio de Kirwin se encuentra ubicado en las coordenadas 39°41′45″N 99°7′34″O / 39.69583, -99.12611. Según la Oficina del Censo de los Estados Unidos, el municipio tiene una superficie total de 93.05 km², de la cual 86,61 km² corresponden a tierra firme y (6,92 %) 6,44 km² es agua.

## Demografía
Según el censo de 2010, había 234 personas residiendo en el municipio de Kirwin. La densidad de población era de 2,51 hab./km². De los 234 habitantes, el municipio de Kirwin estaba compuesto por el 94,02 % blancos, el 0,43 % eran afroamericanos, el 2,99 % eran amerindios, el 0,43 % eran asiáticos, el 0,85 % eran de otras razas y el 1,28 % eran de una mezcla de razas. Del total de la población el 2,14 % eran hispanos o latinos de cualquier raza.